# Georg Pahl
Georg Pahl (20. října 1900 – 13. května 1963) byl německý novinářský fotograf a novinář dvacátých a počátku třicátých let 20. století. V roce 1923 prolomil fotografickou anonymitu Adolfa Hitlera.

## Život a dílo
Georg Pahl se narodil jako syn berlínského profesionálního fotografa Heinricha Sandena I (nar. 1877), který v roce 1919 založil firmu Atlantic Photo (od roku 1930 „Atlantic" Photo-Gesellschaft mbH), vyučil se profesi a v roce 1923 se stal nezávislým. Pahl založil a provozoval fotografickou agenturu A-B-C-Aktuelle-Bilder-Centrale, Georg Pahl v Berlíně - Steglitzi. Společnost byla založena 4. března 1923. Pahl a jeho fotoagentura se zaměřovali především na významné politické události, akce pro veřejnost a z každodenního života Výmarské republiky v době národního socialismu 1923 - 1936.

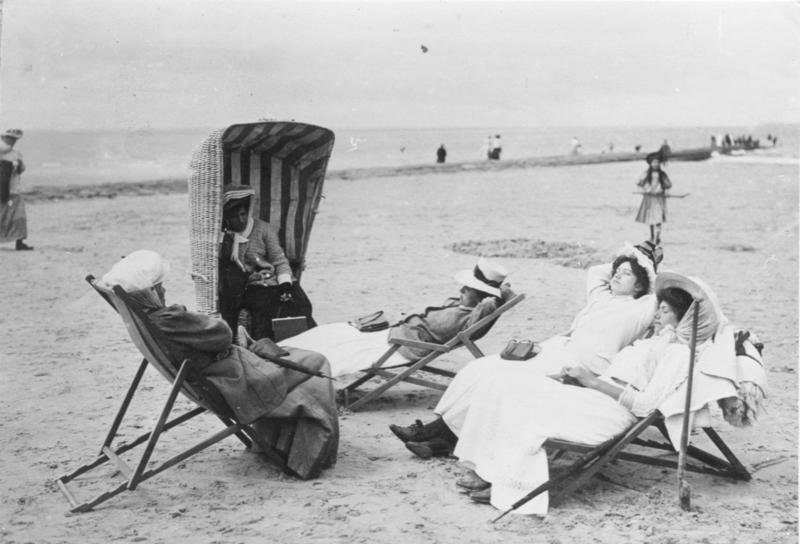
Georg Pahl: Život na pláži, mořské lázně v Norderney, 1910

## Setkání s Hitlerem
Hitlerovy vystoupení jako mluvčí v letech 1919 až 1923 se vyznačovaly tím, že byl na veřejnosti slyšet, avšak nikoli vidět, nenechal se fotografovat, takže neexistoval ani žádný jeho portrétní snímek.
Hitlerova plachost z fotoaparátu má politické pozadí: Protože NSDAP po republikovém zákoně o ochraně (Republikschutzgesetz) v Prusku dne 15. listopadu 1922 zakázala, byl Hitler jako předseda strany (Adolf Hitler v té době měl ještě rakouské občanství a nebyl tak německým občanem) během svých cest po pruském území konfrontován rizikem policejního zatčení. Z tohoto důvodu nechtěl pruským úřadům poskytnout svou policejní fotografii.
První snímek z počátku politického Hitlerova vzestupu pořídil právě Georg Pahl. Zatímco byl Hitler v dubnu 1923 s Ernstem Hanfstaenglem a dalšími společníky na návštěvě berlínského Lunaparku, Georg Pahl jej poznal a vyfotografoval ho. Podle Pahlovy zprávy se na něj Hitler ihned vrhl, aby mu fotoaparát vytrhl, což se mu ale nepovedlo. Hitlerovi se nakonec podařilo Pahla přesvědčit, aby negativy zničil. O pár měsíců později, 2. září 1923, měl Pahl šanci Hitlera zachytit v průvodu během Německého dne v Norimberku jako momentku a se snímkem uprchnout před příslušníky úderných oddílů SA. George Pahl tak prolomil fotografickou anonymitu Adolfa Hitlera. Tato skutečnost se pro Hitlera stala podnětem od této doby důvěřovat pouze svému strategickému portrétistovi Heinrichu Hoffmannovi, který se stal známým a oblíbeným Hitlerovým portrétistou.
Od roku 1934 už nebylo Georgi Pahlovi oficiálně povoleno účastnit se akcí NSDAP.

## Sbírky
- Spolkový archiv

## Díla (výběr)

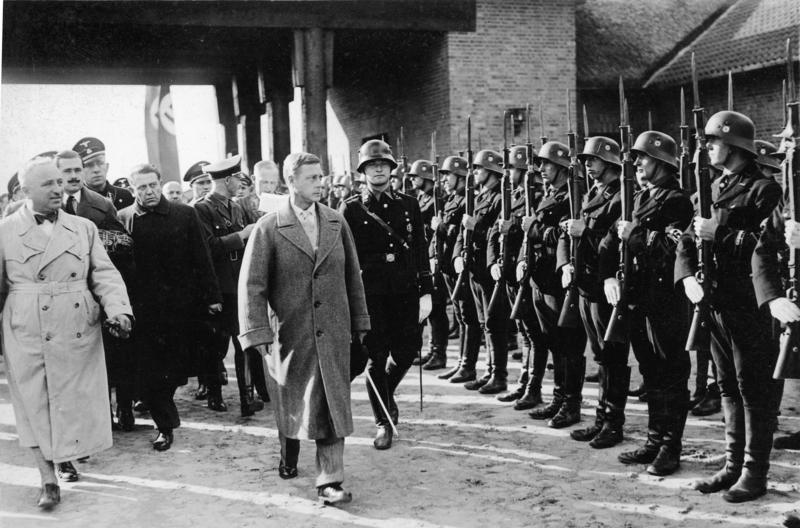
Eduard VIII., král Spojeného království, během návštěvy Ordensburg Krossinsee 1937
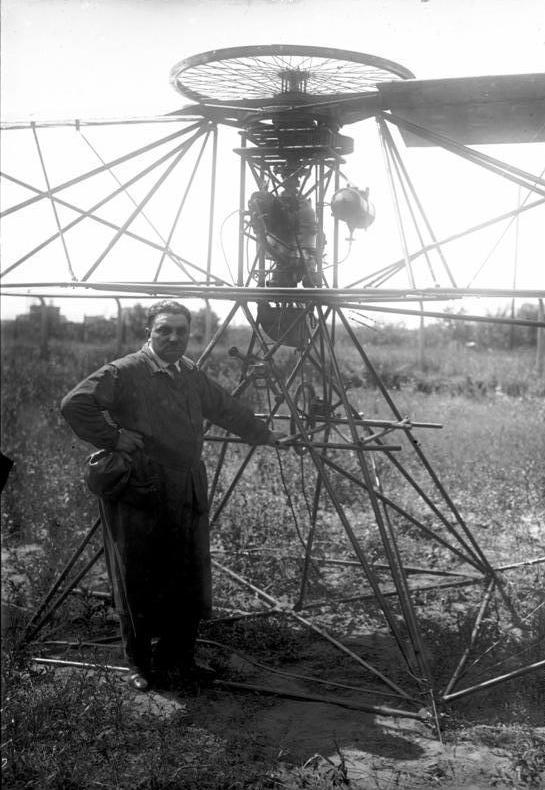
Hlavní inženýr a vynálezce Engelbert Zaschka se svým Rotationsflugzeug, průkopník a konstruktér německých vrtulníků, Berlín, 1927
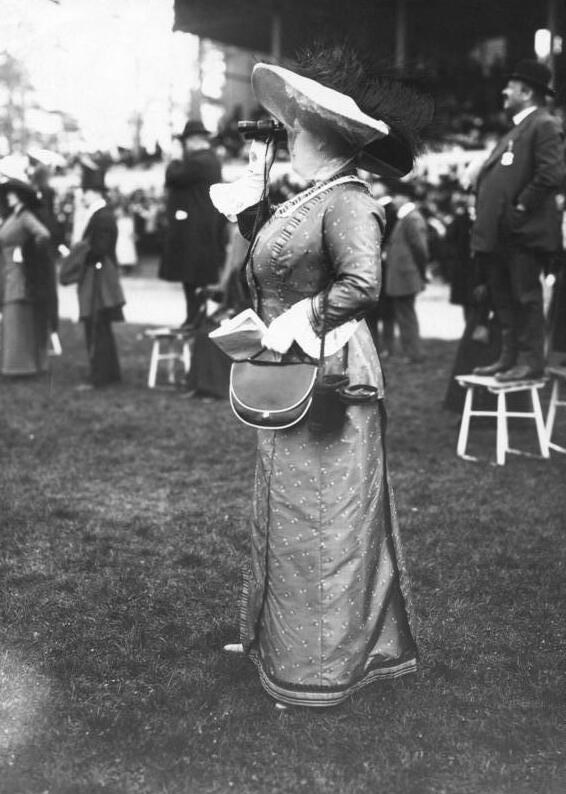
Návštěvnice dostihových závodů
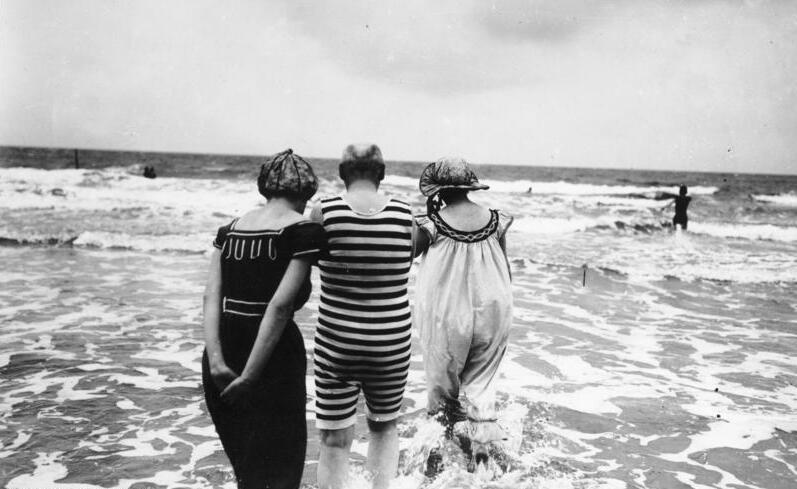
Lázenští hosté, Borkum